# Ardusberget
Der Ardusberget ist ein Berg im ostantarktischen Königin-Maud-Land. In der Heimefrontfjella ragt er im südwestlichen Teil der Tottanfjella auf.
Norwegische Wissenschaftler benannten ihn nach Dennis Alexander Ardus (1937–2008), Glaziologe des Falkland Islands Dependencies Survey, der als einer der ersten Wissenschaftler in der Heimefrontfjella tätig war.